# 신장동 (평택시)
신장동(新場洞)은 경기도 평택시 북부(송탄 지역)에 있는 법정동이다. 행정동으로는 신장1동, 신장2동이 있고, 동쪽 일부(경부선 동쪽)는 송북동과 지산동에 속한다. 제역·남산·목천·밀월 등 4개의 자연마을이 있다.

## 개요
진위천 남쪽에 자리잡고 있으며, 경사가 매우 완만한 낮은 구릉지를 이루고 있다. 본래 진위군 송장면·일탄면 지역이었고, 1914년 부군면 통폐합 때 송탄면 신장리(新場里)가 되었다.
한국 전쟁 중이던 1951년 미군 기지가 생기면서 군사기지 주변의 상업·위락 지역인 기지촌(基地村)이 형성되어 대표적인 군사도시로 급격히 성장하였고, 1963년 1월 1일 송탄읍 신장리, 1985년 7월 1일 송탄시 신장1동, 신장2동이 되었다. 1995년 5월 10일에 송탄시 · 평택시 · 평택군이 도농복합시인 평택시로 합쳐져 현재에 이르고 있다.

## 법정동
- 신장동

## 교육
- 송신초등학교
- 태광중학교
- 태광고등학교

## 교통
- 송탄역